# Henry Bohlig
Henry Bohlig ist ein deutscher Kunstflieger. 

## Leben
Bohlig begann 1975 mit der Fliegerei und besitzt seit 1978 einen Pilotenschein. Seit 1983 ist er Inhaber der Segelkunstfluglizenz. Ab 1989 begann Bohlig mit dem Wettbewerbsegelkunstflug und 1996 gewann er die 12. Deutsche Segelflugmeisterschaft.
Seit 2014 betreibt Bohlig eine Flugschule am Flugplatz Mengen-Hohentengen.